# Real Racing Club de Santander 2014-2015

## Rosa
| N. |                           | Ruolo | Calciatore       |
| -- | ------------------------- | ----- | ---------------- |
| 1  | Spagna (bandiera)         | P     | Mario Fernández  |
| 3  | Spagna (bandiera)         | D     | Oriol            |
| 4  | Spagna (bandiera)         | D     | Samuel Fernández |
| 5  | Spagna (bandiera)         | C     | Iñaki Sáenz      |
| 6  | Spagna (bandiera)         | C     | Borja Granero    |
| 7  | Spagna (bandiera)         | D     | Francis Pérez    |
| 8  | Spagna (bandiera)         | C     | Javi Soria       |
| 9  | Costa d'Avorio (bandiera) | A     | Mamadou Koné     |
| 10 | Spagna (bandiera)         | A     | David Miguélez   |
| 11 | Spagna (bandiera)         | C     | Rubén Durán      |
| 13 | Spagna (bandiera)         | P     | Germán Parreño   |
| 14 | Spagna (bandiera)         | D     | Juanpe           |

| N. |                   | Ruolo | Calciatore         |
| -- | ----------------- | ----- | ------------------ |
| 15 | Spagna (bandiera) | A     | Quique             |
| 17 | Spagna (bandiera) | C     | Iván Moreno        |
| 19 | Spagna (bandiera) | D     | Bernardo           |
| 20 | Spagna (bandiera) | D     | Saúl García        |
| 21 | Spagna (bandiera) | A     | Mariano Sanz       |
| 22 | Spagna (bandiera) | D     | Pedro Orfila       |
| 23 | Spagna (bandiera) | C     | Adán Pérez         |
| 24 | Spagna (bandiera) | C     | Andreu             |
| 27 | Spagna (bandiera) | A     | David Concha       |
| 28 | Spagna (bandiera) | D     | Borja San Emeterio |
| 29 | Spagna (bandiera) | C     | Fede San Emeterio  |
| 32 | Spagna (bandiera) | C     | Álvaro García      |